# Lucy Shapiro
Lucy Shapiro   (Nova York, 16 de juliol de 1940) és una biòloga del desenvolupament nord-americana. És professora de biologia del desenvolupament a la Facultat de Medicina de la Universitat Stanford. És la professora Ludwig d’Investigació del Càncer i la directora del Centre Beckman de Medicina Molecular i Genètica. Va fundar un nou camp en biologia del desenvolupament, utilitzant microorganismes per examinar qüestions fonamentals en biologia del desenvolupament. El seu treball ha afavorit la comprensió de les bases de la funció de les cèl·lules mare i la generació de diversitat biològica. Les seves idees han revolucionat la comprensió de les xarxes genètiques bacterianes i han ajudat els investigadors a desenvolupar nous medicaments per combatre la resistència als antibiòtics i les malalties infeccioses emergents. El 2013, Shapiro va rebre la Medalla Nacional de la Ciència del 2011. per "el seu descobriment pioner que la cèl·lula bacteriana està controlada per un circuit genètic integrat que funciona en el temps i l'espai que serveix de paradigma d'enginyeria de sistemes subjacent a la diferenciació cel·lular i, en última instància, la generació de diversitat en tots els organismes".

## Primera vida i educació
Lucy Shapiro va néixer a Brooklyn, Nova York, la gran de les tres filles d’una família jueva. La seva mare era mestra d'escola primària i el seu pare, un immigrant ucraïnès. Va assistir a l'escola primària a New York Public School 169. Després va assistir a l'Escola Superior de Música i Arts de Nova York (l'escola precursora de l'Escola Superior de Música i Art i Arts Escèniques Fiorello H. LaGuardia) amb una especialitat en Belles Arts.
Va passar a la carrera de belles arts i biologia, obtenint la seva llicenciatura en belles arts i biologia al Brooklyn College el 1962. Va escriure la seva tesi de llicenciatura sobre el poeta florentí Dante, explorant per què va escollir escriure en llengua popular en lloc de llatí. Després que el professor Theodore Shedlovsky de la Universitat Rockefeller la convencés per fer un curs de química orgànica, es va interessar tant pels aspectes visuals com pel rigor intel·lectual de la química orgànica i va canviar el seu curs d’estudi. Es va doctorar en biologia molecular el 1966 a la Universitat de Medicina Albert Einstein, on va treballar amb J. Thomas August i Jerard Hurwitz en la primera ARN polimerasa dependent de l'ARN.
La doctora Shapiro ha publicat al Journal of Biological Chemistry una reflexió sobre els seus primers dies a Brooklyn i sobre la seva vida científica.

## Treball

### Càrrecs acadèmics
- 1967-1986: Assistant Professor, Associate Professor, and Professor Albert Einstein College of Medicine, NYC.
- 1977-1986: Chair, Department of Molecular Biology, Albert Einstein College of Medicine, NYC.
- 1981-1986: Director, Div. of Biological Sciences, Albert Einstein College of Medicine, NYC.
- 1983-1986: Lola and Saul Kramer Endowed Chair in Molecular Biology, Albert Einstein College of Medicine, NYC.
- 1986-1989: Higgens Professor of Microbiology and Chairman Department of Microbiology, Columbia University College of Physicians and Surgeons, NYC.
- 1989-1997: Founder and Chair Department of Developmental Biology, Stanford University School of Medicine, Stanford, CA.
- 1989-1998: Joseph D. Grant Professor in the School of Medicine, Stanford University School of Medicine, Stanford, CA.
- 1989: Professor, Department of Developmental Biology, Stanford University School of Medicine, Stanford, CA.
- 1998: Ludwig Professor of Cancer Research
- 2001: Director of the Beckman Center for Molecular and Genetic Medicine, Stanford University School of Medicine, Stanford, CA.

### Posicions de la indústria
- 1993-2000: Directora de Silicon Graphics, Inc.
- 1993-2000: Directora, SmithKlineBeecham[8]
- 2002: Fundació d’Anacor Pharmaceuticals, Inc. amb el Dr. Stephen Benkovic, Penn State University, i Harley McAdams, Facultat de Medicina de la Universitat Stanford.
- 2000-2006: Directora, Glaxo Smith Kline
- 2008-2012: Directora, GenProbe, Inc.[9]
- 2002: Directora, Anacor Pharmaceuticals, Inc.
- 2012: Directora de Pacific BioSciences, Inc.[10][11]
- 2015: Fundació de Boragen, LLC amb Stephen Benkovic, Gerry Fink i Paul Schimmel
- 2015: directora de Boragen, LLC

### Assoliments
Després de sis mesos com a estudiant postdoctoral a la Facultat de Medicina Albert Einstein, es va demanar a Shapiro que s'unís a la facultat i establís el seu propi laboratori. Preguntada sobre què volia treballar més, Shapiro va decidir que estava fascinada per com es podria traduir un codi genètic unidimensional, l’ADN, en organismes tridimensionals. Shapiro volia anar més enllà dels estudis provats amb contingut de cèl·lules extretes i examinar l'estructura tridimensional i el comportament de les cèl·lules vives reals. "Vaig trobar l'organisme més senzill que vaig poder i em vaig proposar conèixer com funcionen els múltiples components d'una cèl·lula viva". Va seleccionar un organisme unicel·lular, Caulobacter crescentus, i va començar a intentar identificar els processos biològics específics que controlen el cicle de la cèl·lula.
El que van descobrir ella i els seus estudiants va anul·lar les creences acceptades sobre la biologia de les cèl·lules bacterianes. En cada cicle cel·lular, Caulobacter es divideix asimètricament en dues filles. Una, la cèl·lula eixamadora, té un flagel en forma de cua que l’ajuda a nedar; l'altra filla té una tija que l'ancora a una superfície. Les cèl·lules eixamadores es converteixen en cèl·lules arrossegades després d’un curt període de motilitat. La replicació del cromosoma i la divisió cel·lular només es produeixen a les cèl·lules arraconades. En lloc de contenir una barreja de proteïnes uniformement dispersa, el Caulobacter unicel·lular s'assembla a una fàbrica altament organitzada, amb una "maquinària" específica que regula cada pas del cicle cel·lular per assegurar que els canvis es produeixin en moments adequats al desenvolupament. L’ADN és copiat un cop per cicle per un grup concret de molècules. Una vegada que es col·loca una única còpia d’ADN a cada meitat de la cèl·lula, altres mecanismes restringeixen el centre de la cèl·lula per separar-la en dues filles. Shapiro va ser el primer investigador que va demostrar que la replicació de l’ADN bacterià es produeix de manera espacialment organitzada i que la divisió cel·lular depèn d’aquesta organització espacial.
A finals dels anys noranta, Shapiro i l’alumne Michael Laub van poder estudiar les bases genètiques de la progressió del cicle cel·lular i, en conseqüència, la identificació de tres proteïnes reguladores, DnaA, GcrA i CtrA, que controlaven comportaments temporals i espacials complexos que afectaven un gran nombre de gens.. Amb Dickon Alley i Janine Maddock, va ser capaç de demostrar que les proteïnes quimioreceptores ocupen àrees específiques dins de la cèl·lula. Shapiro i Christine Jacobs-Wagner, així com Janine Maddock, van demostrar que la senyalització de la fosfocinasa també tenia posicions específiques als pols cel·lulars. El 2005, mitjançant microscòpia de lapse de temps i etiquetes fluorescents, Shapiro va ser capaç de demostrar que les regions cromosòmiques es dupliquen de manera ordenada i específica de la ubicació, cosa que implica "un grau d'organització espacial molt superior al que es pensava anteriorment".
En estudiar la regulació del cicle cel·lular, la divisió cel·lular asimètrica i la diferenciació cel·lular, el treball de Shapiro ha conduït a una comprensió molt més profunda dels processos genètics i moleculars que fan que les cèl·lules bacterianes idèntiques es divideixin en diferents tipus de cèl·lules. Aquests són processos bàsics que sustenten tota la vida, des de bacteris unicel·lulars fins a organismes pluricel·lulars. El procés del cicle cel·lular de Caulobacter també mostra similituds amb la divisió de cèl·lules mare, en la qual sorgeixen dues cèl·lules diferents, una de les quals difereix de la cèl·lula mare mentre que l’altra no.
Des de 1995, el seu treball amb Harley McAdams ha aplicat coneixements i tècniques d’anàlisi des del camp dels circuits elèctrics als bacteris, per examinar com funcionen els sistemes biològics en el seu conjunt. El modelatge computacional basat en el genoma, en particular, l'examen de xarxes reguladores, és cada vegada més important per a la biologia de sistemes. L'examen de la lògica de control del cicle cel·lular de Caulobacter com a màquina d’estats permet comprendre la regulació del cicle cel·lular bacterià com un fenomen cel·lular sencer.

### Biotecnologia
El 2002, Shapiro va fundar Anacor Pharmaceuticals amb el seu marit, el físic i biòleg del desenvolupament Harley McAdams i el químic Stephen Benkovic de la Pennsylvania State University. Situada a Palo Alto, l’objectiu de la companyia biotecnològica és dissenyar i desenvolupar nous tipus d’ antibiòtics i antifúngics. Han desenvolupat una nova classe de petites molècules que impliquen un àtom de bor i han produït un dels dos nous agents antifúngics creats en els darrers 25 anys., aprovat per la FDA com a tractament del fong de les ungles dels peus, Kerydin. Un segon fàrmac, Crisaborole, per a la dermatitis atòpica, va tenir un assaig de fase III amb èxit el 2015. El 2015, Shapiro, Benkovic, Fink i Schimmel van fundar Boragen, LLC per utilitzar la biblioteca que conté bor per a models domèstics i agricultura.

### Incidència
Shapiro ha assessorat tant l'administració Clinton com la segona administració Bush. Pertany al Centre de Seguretat i Cooperació Internacional del Freeman Spogli Institute for International Studies de la Universitat Stanford. Està especialment preocupada per l’impacte potencial de les malalties infeccioses emergents. Hi ha una sèrie de problemes que fan que les malalties infeccioses siguin una preocupació especialment important. Una qüestió és el desenvolupament de microbis resistents als antibiòtics, que han anat sorgint com a conseqüència d’un ús excessiu d’antibiòtics des dels anys cinquanta. Shapiro participa en el desenvolupament de fàrmacs que atacaran tant un bacteri en particular com els seus mecanismes de resistència a medicaments, per evitar el desenvolupament de soques resistents als medicaments. Una altra de les preocupacions és la introducció de bacteris en poblacions que abans no estaven exposades, a causa de l’augment dels viatges, de l'expansió de la població a zones inexplorades i del canvi climàtic. Això inclou el desenvolupament de malalties zoonòtiques que viatgen d'una espècie a una altra, com ara la grip. Per abordar les amenaces biològiques que es produeixen de manera natural o es desenvolupen intencionadament, és essencial entendre els mecanismes implicats internament a les cèl·lules i a les poblacions de cèl·lules dels seus entorns. Shapiro subratlla la importància de comprendre la complexitat dels sistemes vius i la necessitat de ser conscient que les intervencions poden tenir conseqüències inesperades.

## Premis i distincions
- 2014: Pearl Meister Greengard Prize[20]
- 2013: Premi ASCB Women in Cell Biology Achievement Achievement, Societat Americana de Biologia Cel·lular[21]
- 2012: premi Louisa Gross Horwitz, amb Richard Losick i Joe Lutkenhaus[12]{[22]
- 2012: Medalla Dean, Facultat de Medicina de la Universitat Stanford
- 2011: Medalla Nacional de la Ciència[3][4]
- 2010: Alumna distingida, Albert Einstein College of Medicine
- 2010: Premi Abbott Lifetime Achievement, Societat Americana de Microbiologia[23][24]
- 2009: Premi internacional Canadà Gairdner amb Richard Losick[6][25][26]
- 2009: John Scott Legacy Medal i Premium, amb Harley McAdams
- 2008: professora de Hitchcock, UC Berkeley
- 2005: Premi Selman A. Waksman en Microbiologia[27]
- 2003: elegit a la Societat Filosòfica Americana[28]
- 1994: Acadèmia Nacional de Ciències[2]
- 1993: Acadèmia Americana de Microbiologia
- 1992: Acadèmia Americana de les Arts i les Ciències
- 1991: Institut de Medicina de l'Acadèmia Nacional de Ciències
- 1983: Alumna distingida, Brooklyn College